# Feminización de la pobreza

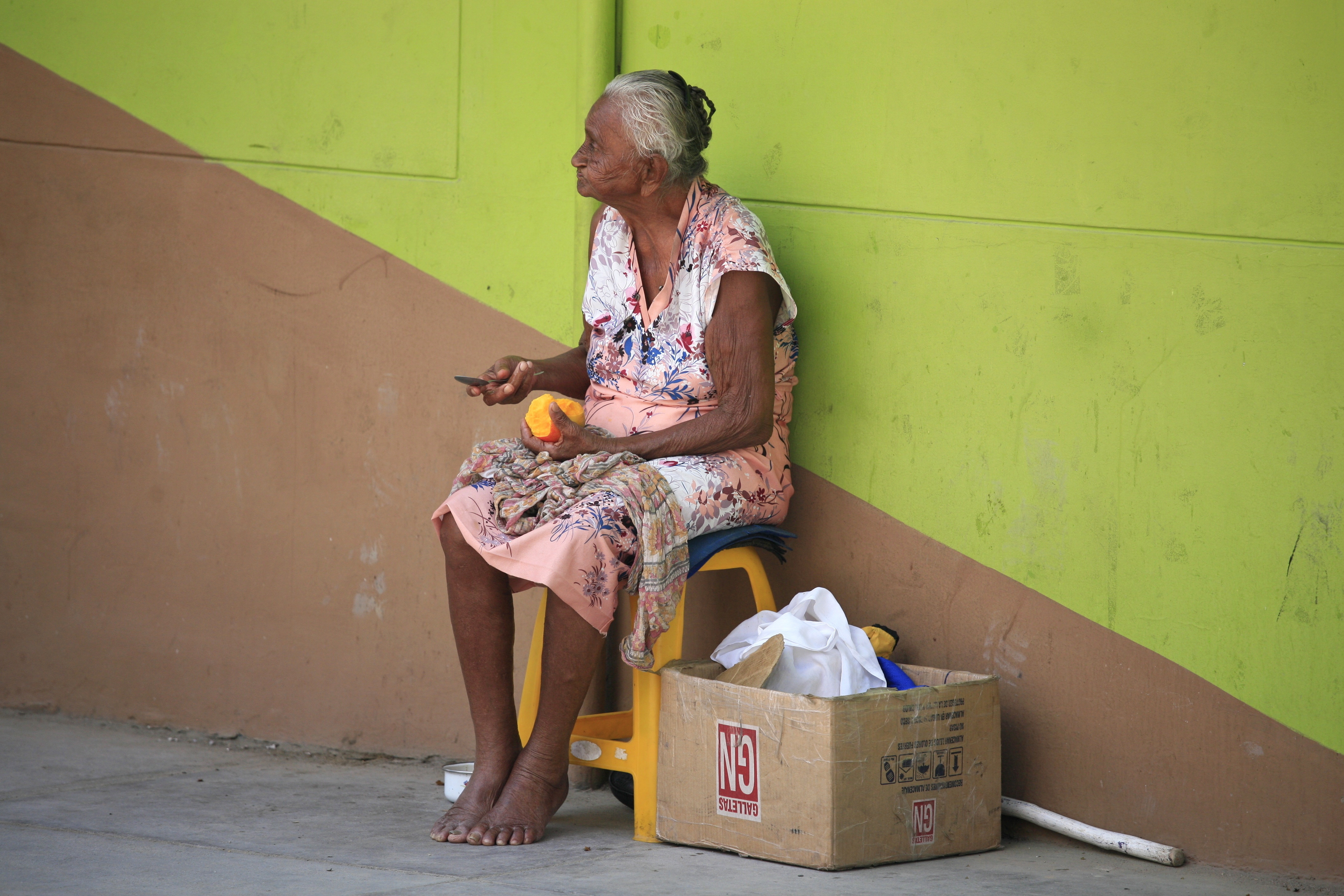
Anciana pobre en Lima, Perú.

El término feminización de la pobreza es una expresión acuñada a finales de los años 70 para cuestionar el concepto de pobreza, sus indicadores y sus métodos de medición, y señalar un conjunto de fenómenos que, dentro de la pobreza, afectaban con mayor frecuencia a las mujeres. En el debate que desde entonces se viene planteando, se han propuesto diversos conceptos o sentidos de la expresión, llegando a sugerirse su sustitución por otras expresiones como "feminización de las causas de la pobreza" o "feminización de las obligaciones y responsabilidades".
Medeiros y Costa definen la feminización de la pobreza como un proceso, un cambio en los niveles de pobreza, con una tendencia en contra de las mujeres o los hogares a cargo de mujeres (jefatura de hogar). Este proceso no debe confundirse con la pobreza como estado, esto es, “un nivel más elevado de pobreza”.
Otras investigaciones sostienen que la feminización de la pobreza ha de entenderse como un proceso que hace aumentar la brecha de pobreza entre géneros. Sin embargo, la sola permanencia del diferencial de pobreza entre mujeres y hombres no es suficiente para concluir que la pobreza se feminiza.

## Pobreza desde la perspectiva de género franco
A los diversos enfoques que existen para definir el fenómeno de la pobreza, la perspectiva de género aporta las críticas a índices y mediciones de la pobreza así como la necesidad de incorporar otros factores y mediciones.
Es muy significativo el cuestionamiento de la medición por ingresos.

El método tiene limitaciones para mostrar las desigualdades de género al desconocer, en términos monetarios, la contribución al hogar del trabajo doméstico no remunerado, lo que puede determinar una diferencia importante en el ingreso por hogar entre aquellos que cuentan con el trabajo doméstico gratuito de la cónyuge y aquellos hogares en los cuales no se cuenta con una persona dedicada exclusivamente a este trabajo. Por último, la medición de ingresos no capta las diferencias de género en cuanto al uso del tiempo y a los patrones de gasto, dos elementos que ayudan a caracterizar mejor la pobreza y a diseñar mejores políticas.

La perspectiva de género permite entender mejor aspectos de la pobreza como son la familia, pues desde la perspectiva de género se estudian las relaciones entre varones y mujeres

## Historia
El concepto "feminización de la pobreza" fue acuñado a finales de la década de los 70 en Estados Unidos. La primera mención del término se atribuye a la investigadora Diana Pearce en su trabajo "The feminization of poverty: Women, work, and welfare" referido al aumento de los hogares encabezados por mujeres en EE. UU. y la correlación de este hecho con el deterioro de sus condiciones de vida en términos de pobreza por ingresos.
En la década de 1980 se desarrolló la noción para cuestionar conceptos, indicadores y mediciones de la pobreza que impedían ver que había una mayor cantidad de mujeres pobres que la de hombres, una pobreza femenina más aguda que la de los hombres y una tendencia a un aumento más marcado de la pobreza femenina relacionada con el aumento de los hogares con jefatura femenina. Desde entonces estos indicadores se vienen cuestionando en el debate sobre la “feminización de la pobreza”. Concretamente, se ha discutido que la jefatura del hogar sea un buen indicador de pobreza. A pesar de las investigaciones que se llevaron a cabo, el impacto del concepto feminización fue bastante más limitado en la práctica, porque no fue seguido de suficientes estudios empíricos y porque se centró en dos indicadores: “las mujeres jefas del hogar" y la "maternidad precoz".
En la IV Conferencia de las Naciones Unidas sobre la Mujer, celebrada en Pekín en 1995, se afirmó que el setenta por ciento de los pobres del mundo eran mujeres. En esta Conferencia se acordó que la Plataforma de Acción dedicara una de las doce áreas críticas, a la erradicación de la pobreza que enfrentan las mujeres.
Naciones Unidas reconoció en el 2009 que «las crisis financieras y económicas» tenían «efectos particulares sobre las cuestiones de género y constituían una carga desproporcionada para las mujeres, en particular las mujeres pobres, migrantes y pertenecientes a minorías». Los recortes del gasto público en el sector social incidían negativamente en la economía asistencial», agravando las responsabilidades hogareñas y asistenciales de las mujeres.
La Comisión reconocía la necesidad de integrar una perspectiva de género en los marcos macroeconómicos, haciendo un análisis de las políticas económicas y auditorías desde la perspectiva de género.

## La autonomía económica y la violencia de género
Respecto a la autonomía económica, la situación actual presenta una gran cantidad de mujeres cónyuges que viven tanto en hogares pobres como en hogares no pobres, y que debido a su actividad principalmente doméstica están en una posición de dependencia con relación al jefe del hogar, siendo ésta una de las formas de la violencia de género.
Por otra parte, la violencia inhabilita a las personas para gozar de autonomía en la medida en que dificulta el acceso de las mujeres al mercado de trabajo.
En cuanto a los patrones de gasto, las mujeres invierten una parte mayor de sus ingresos en el bienestar de los niños en el hogar. Los hombres tienden a reservar una parte significativa de sus ingresos para el consumo personal. Además, si sus ingresos disminuyen, tienden a mantener su consumo personal(Falta fuentes).
La CEPAL ha definido la pobreza tomando en consideración sus diversas dimensiones.

“el resultado de un proceso social y económico  con componentes culturales y políticos en el cual las personas y los hogares se encuentran privados de activos y oportunidades esenciales por diferentes causas y procesos, tanto de carácter individual como colectivo, lo que le otorga un carácter multidimensional”

La medición de la pobreza desde la perspectiva de género incluye la medición del trabajo no remunerado, bien mediante la imputación de un valor monetario o bien mediante la asignación de tiempo.

Al tener en cuenta el tiempo invertido en cada uno de estos trabajos es posible visibilizarlos de manera que la sociedad los valore y pueda percibir las desigualdades de género en la familia y en la sociedad. Además, esta asignación de tiempo permite calcular la carga total de trabajo, concepto que integra tanto el trabajo no remunerado como remunerado.

Por otro lado se aportan criterios para la medición de dimensiones no monetarias de la pobreza. Estas dimensiones son el uso del tiempo y la carga de trabajo, los tipos de gastos y la violencia de género.
Otros autores proponen ir más allá de la perspectiva de género.

## Feminización de la pobreza en Argentina
Mujeres y varones mantenemos posiciones diferenciadas en la estructura social, algo que se ve en las cuentas nacionales de Argentina. La feminización de la pobreza se observa en los informes del INDEC: más de 7 de cada 10 personas del grupo poblacional con menores ingresos son mujeres. No es casual que la relación se invierta para el grupo de mayores ingresos, donde más del 70% son varones.
Una fuente central de la desigualdad de género es el trabajo doméstico no remunerado, esto es, todas las tareas que quedan invisibilizadas en los hogares y que a pesar de no tener paga, conllevan tiempo y esfuerzo. En nuestro país las mujeres realizan casi el 75% del trabajo doméstico no pago, que demanda una media de 6,4 horas al día. Esto deja a las mujeres con menos horas disponibles para destinar al mercado de trabajo remunerado y repercute en sus oportunidades reales.
En el mismo sentido, el hecho de que las mujeres tengan una licencia por maternidad de tres meses mientras que los varones, a nivel nacional, mantengan una de dos días demuestra que para el Estado argentino la crianza y cuidado de los hijos e hijas es responsabilidad plena de las madres. Además, aunque la licencia sea pagada por ANSES, para el empleador se vuelve un diferencial, ya que supone que una mujer en edad fértil quedará embarazada y no podrá contar con ella por al menos 3 meses.
Estas desigualdades muestran sus implicancias en el mercado laboral, donde las mujeres se encuentran en una posición de mayor vulnerabilidad. Si vemos el informe del INDEC del 2° trimestre de 2018, la tasa de desocupación subió a 9,6%. Casi en dos dígitos, es el peor resultado en los últimos 12 años. Pero es aún peor para las trabajadoras: las mujeres tenemos un 10,8% de desempleo, mientras los varones mantienen un 8,7%. La situación de mayor emergencia se da en las mujeres menores de 29 años, con 21,5%. A las mujeres les cuesta más conseguir trabajo, y el que consiguen suele ser de peor calidad. El 36% de las trabajadoras está en la informalidad, sin aportes ni obra social. A su vez, hay una continuidad entre el trabajo que realizamos en los hogares y los que luego conseguimos remuneradamente, como si existieran cualidades naturalmente femeninas que dispusieran a las mujeres a concentrarse en los trabajos de docencia, enfermería y servicio doméstico. No es casual que estos sectores tengan salarios promedio más bajos que los sectores masculinizados, como logística y construcción.

La diferencia promedio entre los ingresos femeninos y masculinos en Argentina es del 28,2%. Es la cereza del postre de la desigualdad económica, donde las mujeres tenemos mayores niveles de desempleo, precarización laboral y menores ingresos.
"El trabajo doméstico no remunerado es una clave para leer la desigualdad. Suele quedar afuera del aparato conceptual de la economía porque ‘no tiene precio'. Cuidar a una persona mayor, llevar a los chicos a la escuela, lavar, planchar, cocinar: son trabajos que se hacen cotidianamente, en promedio en Argentina unas 6 horas por día. Y eso genera variadas consecuencias: que las mujeres no puedan salir a buscar trabajo, que solo puedan trabajar en jornadas reducidas o en trabajos mal remunerados. Esto genera lo que llamamos ‘la feminización de la pobreza''.(Mercedes D'Alessandro en una entrevista en el marco del Global Media Forum)

## Feminización de la pobreza en Perú
En el Perú, se han observado diferencias salariales y laborales entre hombres y mujeres, particularmente durante la pandemia. De acuerdo con un informe del Instituto Nacional de Estadística e Informática (INEI), en el primer trimestre de 2023, las mujeres percibieron un salario promedio menor que el de los hombres, con una diferencia de alrededor de 500 soles. Asimismo, el informe señala que existen desigualdades salariales entre diversas ciudades del país, como Arequipa, Cerro de Pasco, Cajamarca, Huaraz y Moquegua, donde las mujeres ganan en promedio 900 soles menos que los hombres.
María José Gómez, directora de la Fundación Forge Perú, señaló que según sus investigaciones las diferencias salariales entre hombres y mujeres son significativas, y que en promedio, una mujer gana un tercio menos que un hombre. Esto resulta en que un hombre gana en ocho meses lo mismo que una mujer gana en doce meses de trabajo. Según Gómez, esta situación es preocupante y sugiere que aún hay desigualdad y machismo en la sociedad.
Respecto al Índice de Desigualdad de género, se emplearon indicadores específicos para medir la salud reproductiva tanto de mujeres como de hombres. Entre los indicadores utilizados se encuentran la cantidad de muertes maternas y la cantidad de embarazos en adolescentes. Sin embargo, se observa una falta de equidad en la aplicación de estos indicadores, ya que la maternidad es comúnmente percibida como una responsabilidad exclusiva de las mujeres en la sociedad. Como resultado, se espera que ellas sean las que cumplan con estos objetivos sociales. Adicionalmente, se reconoce que ser madre a temprana edad y durante la adolescencia puede implicar riesgos significativos tanto para la salud de la madre como la del bebé. Esto puede generar limitaciones en oportunidades educativas y laborales, llevando a las madres adolescentes a ocupar trabajos menos remunerados y con menor perfil.
La brecha salarial desfavorable para las mujeres en comparación con los hombres es evidente, ya que existe una diferencia promedio del 12,1%. En la mayoría de las regiones, esta brecha es superior al 10%. A nivel nacional, las mujeres ocupan el último lugar en la situación general del país en comparación con otros países de América Latina, aunque se encuentran en el sexto lugar en educación y salud. Por otro lado, los hombres peruanos están en el último lugar en oportunidades de mejora, pero en el segundo lugar en autonomía. El índice general de situación de las mujeres en Perú está por debajo del promedio de América Latina, mientras que los hombres, excepto en autonomía, también están por debajo del promedio.
Además, las mujeres tienen un bajo índice de desarrollo humano en algunas regiones debido a diversos factores, como la falta de autonomía económica y limitaciones en la toma de decisiones en comparación con los hombres. Luis del Carpio, director de la Oficina de Transferencia de Resultados de la Investigación de Centrum PUCP, enfatiza la importancia de abordar estas brechas de género mediante políticas en áreas como la salud, educación y economía, para mejorar la situación de las mujeres y promover un enfoque equitativo en diferentes regiones del país.
Por otro lado, la ley n.° 31754 promulgada por el Ejecutivo para proteger a las mujeres que lideran un hogar y se encuentran en situación de pobreza o extrema pobreza. Esta ley tiene como objetivo crear el Registro de Mujeres Jefas de Hogar, el cual busca asegurar una adecuada verificación de la situación de estas mujeres y su acceso a programas que mejoren su calidad de vida. Asimismo, el fortalecimiento de sus derechos en diferentes aspectos les permite una mayor estabilidad en su situación económica, social, cultural, de salud y educación.
Finalmente, de acuerdo con Nidia Coronado, especialista de emprendimiento del Proyecto Mujeres trabajando por la igualdad, la pobreza que enfrentan las mujeres requiere de un enfoque específico, que difiere de las medidas aplicadas para abordar la pobreza en general. La asignación de un 10% del presupuesto a actividades enfocadas en la temática de género en el 2022 muestra que todavía hay áreas donde se puede mejorar. Por lo tanto, se necesitan medidas políticas que promuevan la creación de un sistema legal justo para prevenir la situación de pobreza entre las mujeres.

## Pandemia de COVID-19
La feminización de la pobreza y de los trabajos de cuidados, —educación, sanidad y trabajo doméstico, entre otros—, llevaron a que las mujeres en general estuvieran más expuestas que los hombres a contraer enfermedad por coronavirus.
La pandemia de COVID-19 incrementó los índices de pobreza y la brecha de pobreza extrema entre hombres y mujeres. Según Phumzile Mlambo-Ngcuka, directora ejecutiva de ONU Mujeres, el hecho de que las mujeres tienen a su cargo la mayor parte de las tareas de cuidado, tienen remuneraciones menores, menor capacidad de ahorro y mayor riesgo de perder sus empleos, son algunos de los factores que intervienen en esta situación.
Durante 2020 se perdieron 114 millones de empleos. Esta pérdida afectó un 5% más a las mujeres que a los hombres. Los sectores de la economía más afectados por las restricciones impuestas a raíz de la pandemia, —como los vinculados a la alimentación, entre otros—, son aquellos cuya masa laboral es predominantemente femenina. En Europa y Asia Central, el 25% de las trabajadoras por cuenta propia perdieron sus empleos durante 2020, en comparación con el 21% de los hombres. En la región de América Latina y el Caribe, se estima que hubo un retroceso de más de una década en cuanto a la participación de las mujeres en el ámbito laboral remunerado.